# فيروزية
فيروزية (بالفارسية: فیروزیه) هي قرية تقع في قسم دامن كوه الريفي (مقاطعة إسفراين) في إيران. يقدر عدد سكانها بـ 158 نسمة بحسب إحصاء 2016.